# Voïvodie de Mazovie
Pour les articles homonymes, voir Mazovie (homonymie).
La voïvodie de Mazovie (en polonais : Mazowsze / Województwo Mazowieckie) est la plus grande et la plus peuplée des 16 régions administratives de la Pologne (voïvodies). Le chef-lieu de la voïvodie est Varsovie, la capitale du pays.
La voïvodie fut créée le 1er janvier 1999 à partir des anciennes voïvodies de Varsovie, Ciechanów, Radom, Ostrołęka, Siedlce, Płock et d'une partie de l'ancienne voïvodie de Skierniewice, à la suite d'une loi de 1998 réorganisant le découpage administratif du pays. Elle se divise en 42 districts (powiats), dont 5 villes possédant des droits de district, et 325 communes. Le nom de la voïvodie fait référence à la région historique de Mazovie (Mazowsze).
La voïvodie a une superficie de 35 598 km2 et compte 5 136 000 habitants (au 31 décembre 2003).
La voïvodie de Mazovie se situe au centre-est de la Pologne.

## Les plus grandes villes
(Population en 2006)
- Varsovie (1 700 536 habitants)
- Radom (226 372 habitants)
- Płock (127 307 habitants)
- Siedlce (77 047 habitants)
- Pruszków (61 789 habitants)
- Ostrołęka (53 982 habitants)
- Legionowo (50 698 habitants)
- Ciechanów (45 902 habitants)
- Otwock (43 247 habitants)
- Żyrardów (41 161 habitants)
- Sochaczew (37 925 habitants)
- Mińsk Mazowiecki (37 808 habitants)
- Piaseczno (37 508 habitants)
- Wołomin (36 711 habitants)

## Divisions administratives

### Villes
- Varsovie
- Ostrołęka
- Płock
- Radom
- Siedlce

### Powiats
- Białobrzegi
- Ciechanów
- Garwolin
- Gostynin
- Grodzisk Mazowiecki
- Grójec
- Kozienice
- Legionowo
- Lipsko
- Łosice
- Maków
- Mińsk
- Mława
- Nowy Dwór Mazowiecki
- Ostrołęka (Ostrołęka non comprise)
- Ostrów Mazowiecka
- Otwock
- Piaseczno
- Płock (Płock non comprise)
- Płońsk
- Pruszków
- Przasnysz
- Przysucha
- Pułtusk
- Radom (Radom non comprise)
- Siedlce (Siedlce non comprise)
- Sierpc
- Sochaczew
- Sokołów
- Szydłowiec
- Varsovie-ouest
- Węgrów
- Wołomin
- Wyszków
- Żuromin
- Zwoleń
- Żyrardów

## Histoire
Les plus vieilles traces de peuplement en Mazovie datent de la fin de l'âge de la pierre. La Mazovie s'est créée une identité au Moyen Âge. Les Mazoviens appartenait au groupe des Slaves. C'est une des premières régions à être incorporée dans le pays des Polanes, gouverné par la dynastie des Piasts. La capitale régionale se trouvait à l'origine à Płock, ensuite à Czersk, enfin à Varsovie (1413). Après le transfert de la capitale polonaise de Cracovie à Varsovie en 1596, la Mazovie est devenue le centre de la vie politique en Pologne.
Une première voïvodie de Mazovie fut créée en 1526. Elle formait, avec les voïvodies de Płock et de Rawa, la province de Mazovie. Cette voïvodie fut dissoute en 1795, avec le troisième partage de la Pologne.
La « voïvodie de Mazovie » fut recréée de 1816 à 1837 dans le cadre du royaume du Congrès à partir de l'ancien département de Varsovie. Elle fut transformée en 1837 en gouvernement de Mazovie.

## Politique
Composition de la diétine (sejmik) de Mazovie à la suite des élections de 2018 (élections du 21 octobre 2018) :
|  |                               | Sièges |
|  | ----------------------------- | ------ |
|  | Droit et justice              | 24     |
|  | Coalition civique             | 18     |
|  | Parti paysan polonais         | 8      |
|  | Non-affilié(s)/indépendant(s) | 1      |

Composition de la diétine (sejmik) de Mazovie à la suite des élections de 2024 :
|  |                   | Sièges |
|  | ----------------- | ------ |
|  | Droit et justice  | 21     |
|  | Coalition civique | 20     |
|  | Troisième voie    | 8      |
|  | La Gauche         | 1      |
|  | Confédération     | 1      |

## Économie
La Mazovie est une des régions les plus riches et les plus développées de Pologne.
Principaux secteurs d'activité : 
- agriculture ;
- commerce ;
- industries pétrolière et autres ;
- services : immobiliers, gestion de sociétés ;
- transport et communications ;
- construction ;
- réseau de dépôts.

## Noms de famille les plus fréquents
Mis entre parenthèses : Pologne total.
1. Kowalski : 26 270[4] (67 203)[5]
2. Wiśniewski : 21 940[4] (52 422)[5]
3. Kowalczyk : 21 586 [4]